# Дворац Амбоаз
Дворац Амбоаз (фр. Château d'Amboise) налази се у малом француском граду на Лоари, Амбоазу, у департману Ендр и Лоара. Културно-историјски спада међу најзначајније дворце у долини Лоаре и служио је као резиденција краљевске породице Валоа.
Прво утврђење на овом месту је саграђено на узвисини са које се може контролисати прелаз преко реке Лоара. У Средњем веку овде је саграђен мост, а прво камено утврђење је настало у 11. веку. Временом је утврђење дограђивано, да би га 4. септембра 1434. преузео краљ Шарл VII, пошто је претходни власник Луј д'Амбоа осуђен и погубљен због издаје. Дворац Амбоаз је постао омиљено боравиште француских краљева. Шарл VIII га је детаљно реновирао, прво у пламеном стилу касне Готике (од 1492), а касније су (од 1495) пројектанти били Доменико да Кортона и фра Ђокондо који су дворац украсили ренесансном декорацијом.
Краљ Франсоа I је одрастао у Амбоазу који је припадао његовој мајци Лујзи од Савоје. Леонардо да Винчи је од 1515. живео у оближњем месту Кло-Лисе као краљев гост. У дворској капели Сент Ибер налази се Леонардов гроб. Анри II и његова краљица Катарина Медичи одгајили су своју децу у дворцу Амбоаз, заједно са Маријом Стјуарт наследницом шкотског престола и будућом супругом краља Франсоа II.
Почетком 17. века краљеви су заувек напустили Амбоаз. Дворац је постао власништво Гастона од Орлеана, брата краља Луја XIII. Дворац је великим делом порушен током Француске револуције, па поново у 19. веку. У време владавине Луја Филипа почели су покушаји реконструкције и заштите дворца. Он је данас под партонатом наследника Луја Филипа, односно његове фондације.